# Strefa nadgraniczna

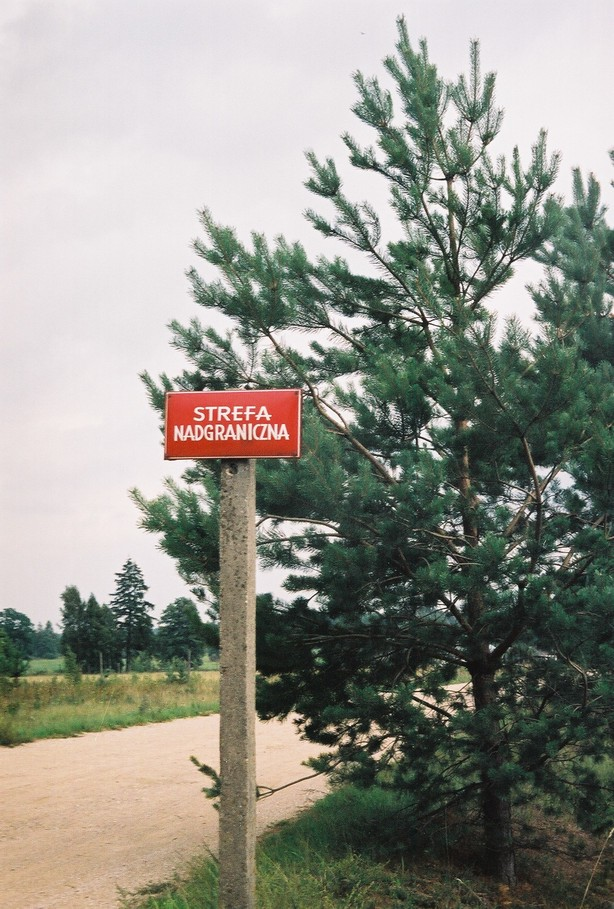
Początek strefy granicznej koło wsi Podborowiska.

Strefa nadgraniczna – obszar gmin przyległych do granicy państwowej, a na odcinku morskim – do brzegu morskiego.
W przypadku, gdy szerokość strefy nadgranicznej nie osiąga w ten sposób 15 km, włącza się do strefy również obszar gmin bezpośrednio sąsiadujących z gminami przyległymi do granicy państwowej (lub brzegu morskiego).
Przebieg linii określającej obszar strefy nadgranicznej wyznacza Komendant Główny Straży Granicznej. Wykaz gmin i innych jednostek zasadniczego podziału terytorialnego państwa położonych w strefie nadgranicznej ogłasza minister właściwy ds. wewnętrznych. Obecnie obowiązuje rozporządzenie Ministra Spraw Wewnętrznych i Administracji z dnia 29 sierpnia 2005 r. w sprawie wykazu gmin i innych jednostek zasadniczego podziału terytorialnego państwa położonych w strefie nadgranicznej oraz tablicy określającej zasięg tej strefy (Dz.U. z 2005 r. nr 188, poz. 1580).